# Разарёнова, Александра Германовна
Александра Германовна Разарёнова (17 июля 1990, Ленинград, РСФСР, СССР) — российская триатлонистка. Участница трёх Олимпийских игр.

## Спортивная карьера
Начинала заниматься спортом с плавания, в 9 классе по предложению тренера перешла в триатлон. 28 ноября 2012 года ей было присвоено звание мастер спорта России международного класса. 18 сентября 2015 года в Чикаго (США) она участвовала на Гранд-финал Мировой серии чемпионата мира, где заняла 42 место. В июле 2019 года приняла участие на чемпионате мира в Гамбурге. 27 июля 2019 участвовала на чемпионате Европы в Казани. В августе 2024 года в Санкт-Петербурге стала серебряным призёром чемпионата России. 1 сентября 2024 года в Красноярске она  стала четырехкратной чемпионкой России.

## Личная жизнь
Родилась в спортивной семье, папа – боксёр, мама – фигуристка, в семье единственный ребёнок. Окончила Саратовский государственный университет, училась в институте физической культуры и спорта.